# الإعاقة في الفنون

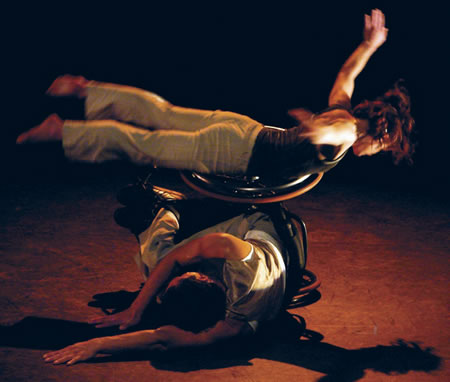
أعضاء شركة رقصة المحور AXIS سونشيري جايلز ورودني بيل يؤدون مقطوعة رقص لجو جود في عام 2008.

تعد الإعاقة في الفنون جانبًا ضمن مختلف تخصصات الفنون للممارسات الشاملة التي تنطوي على الإعاقة. وتتجلى في إنتاج ورسالة بعض شركات فنون الأداء المسرحية والرقص الحديث، وكموضوع للأعمال الفنية الفردية مثل أعمال الرسامين المحددين وأولئك الذين يمارسون الرسم.

تتميز الإعاقة في الفنون عن فن الإعاقة من حيث أنها تشير إلى الفن الذي يشمل الأشخاص ذوي الاحتياجات الخاصة، سواء في المواضيع أو الأداء أو إنشاء العمل الفني، بدلاً من الأعمال التي تركز على الإعاقة كموضوع مركزي. ويمكن أن يشير أيضًا إلى العمل الذي يتم كعمل سياسي يهدف إلى تشكيل مجتمع جديد وتعزيز ثقافة الإعاقة:
يشارك الأشخاص ذوو الإعاقة أحيانًا في الأنشطة الفنية كجزء من العلاج التعبيري (المعروف أيضًا باسم "العلاج بالفنون التعبيرية" أو "العلاج بالفنون الإبداعية"). قد يتخذ العلاج التعبيري شكل العلاج بالكتابة أو العلاج بالموسيقى أو العلاج الدرامي أو أي طريقة فنية أخرى. في حين أن الإبداع والتعبير الفني جزء من العلاج التعبيري، إلا أنهما ثانويان بالنسبة لهدف تحقيق الفائدة العلاجية. تصف هذه المقالة الإعاقة في الفنون حيث يكون الإنجاز الفني هو الهدف الأساسي.

## الفنون المسرحية

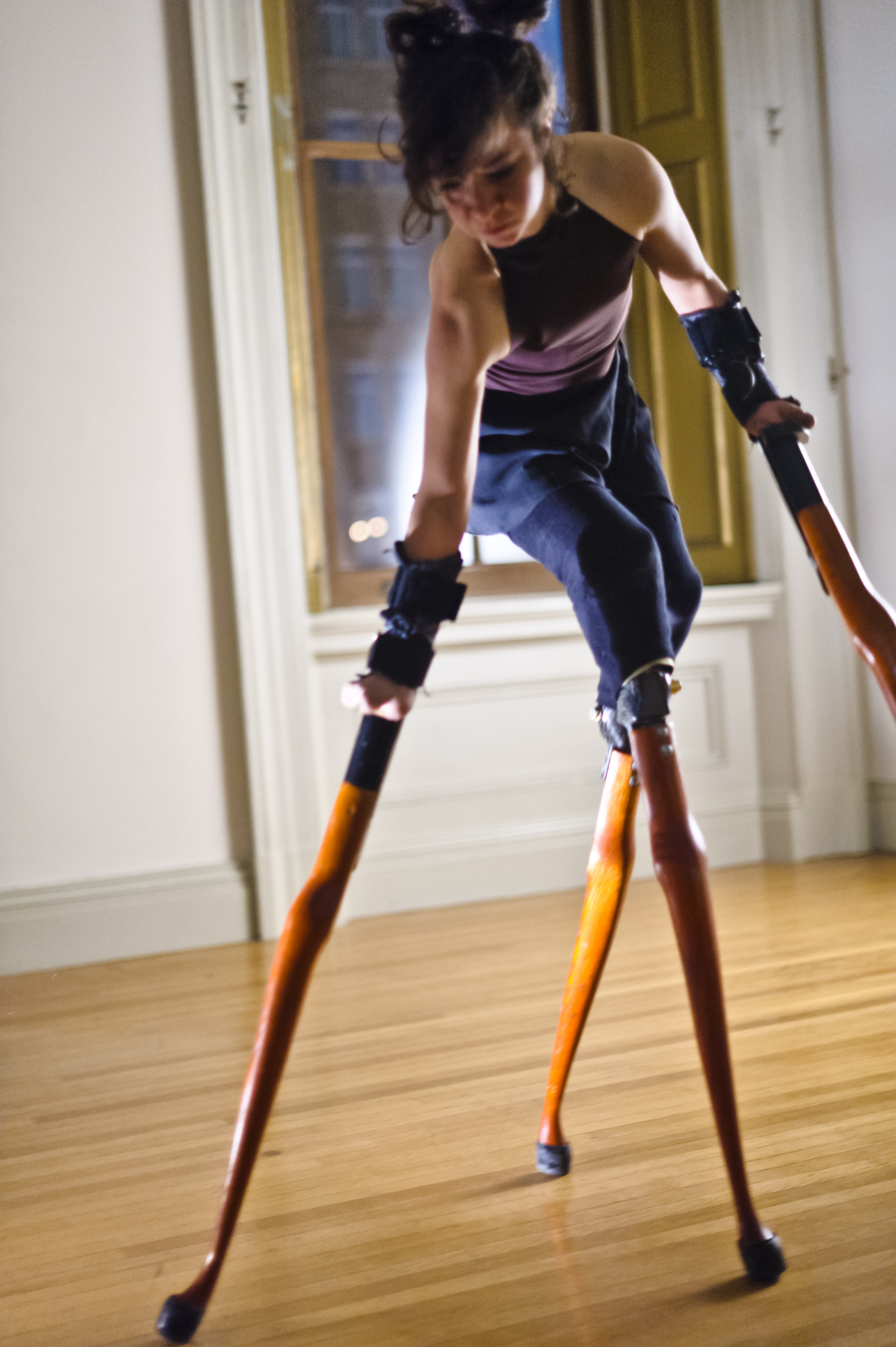
ليزا بوفانو تؤدي عرضها على أرجل طاولة الملكة آن البرتقالية المميزة

### فن الرقص
تعد حركة الرقص المتكاملة جسديًا جزءًا من حركة ثقافة الإعاقة، التي تعترف بتجربة الإعاقة من منظور الشخص الأول. وهذا يعني أن الإعاقة لا يتم دمجها كنموذج طبي بل كظاهرة اجتماعية من خلال الوسائل الفنية والأدبية وغيرها من الوسائل الإبداعية.

### فن الموسيقى

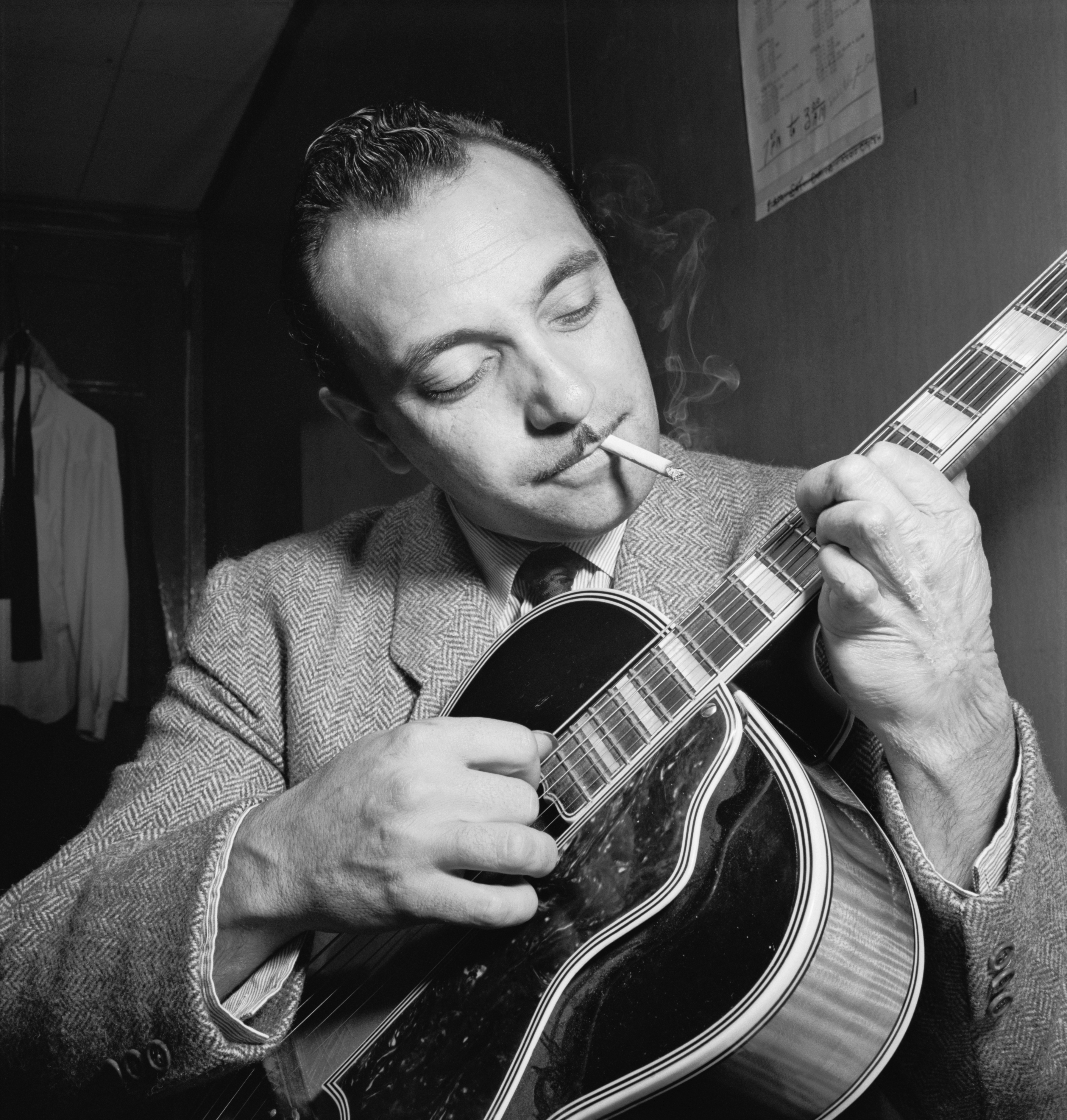
أصبح عازف الجيتار والملحن دجانجو راينهاردت من أكثر الفنانين مبيعًا للتسجيلات الموسيقية. حيث قام بتطوير تقنيات جديدة للجيتار يستخدمها العديد من عازفي الجيتار اليوم.

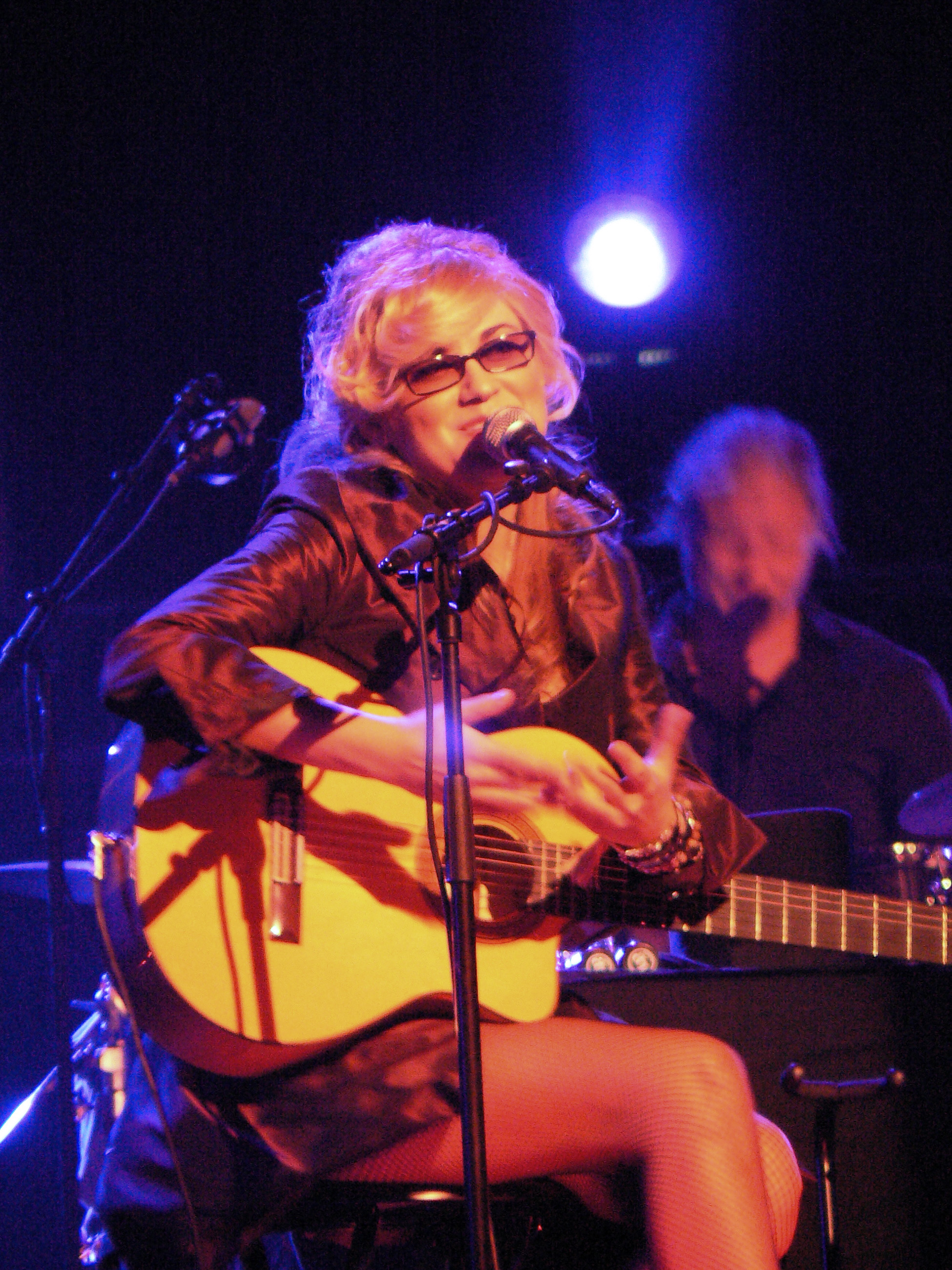
استخدمت المغنية ميلودي جاردوت الموسيقى كعلاج لتحسين ذاكرتها أثناء تعافيها من إصابة دماغية مؤلمة. وأصبحت لاحقًا مغنية الجاز الأكثر مبيعًا، وهي الآن تقوم بجولات دولية.

كان عازف الأرغن والملحن الإيطالي فرانشيسكو لانديني (حوالي 1325–1397) الشخصية المركزية في أسلوب تريسنتو في موسيقى أواخر العصور الوسطى، وقد جعله عماه من بين أوائل الشخصيات في تاريخ الإعاقة في الفنون.
اشتهر بيتهوفن بقدرته على تأليف الموسيقى الكلاسيكية بعد أن فقد سمعه بالكامل. وقد حاول عدة طرق لاستخدام سمعه المتدهور قبل أن يختفي تماما. لقد قطع أرجل البيانو الخاص به حتى أصبح يجلس مباشرة على الأرض. ومن خلال الاستلقاء على الأرض أمام لوحة المفاتيح كان بإمكانه الشعور بالاهتزازات أثناء اللعب مما ساعده على التأليف. وبُذلت محاولات مختلفة لمساعدة بيتهوفن باستخدام التكنولوجيا التكيفية أو المساعدة. وكان توماس برودوود وسترايشرز وكونراد جراف جميعهم من مصنعي البيانو الذين حاولوا طرقًا مختلفة لتكييف الآلة لجعلها أعلى صوتًا لبيتهوفن: تم ربط أبواق الأذن بلوحة الصوت، وتمت إضافة لوحات الرنين إلى الجانب السفلي من البيانو، وتمت تجربة استخدام أربعة أوتار لكل مفتاح. وفي نهاية المطاف فقد بيتهوفن سمعه بالكامل، ولم يعد بإمكانه الاعتماد على أي آلة موسيقية لمساعدته في التأليف. حيث قام بيتهوفن بتأليف سيمفونيته التاسعة في هذه المرحلة من حياته.

كان عازف جيتار الجاز البلجيكي دجانجو رينهاردت عازف جيتار ماهرًا يبلغ من العمر 20 عامًا عندما أصيبت يده اليسرى بحروق بالغة في حريق منزل، ولم يتبق له سوى استخدام إصبعين لعزف لوحة المفاتيح على عنق الجيتار. وبينما كان يتعافى من حروقه أعطاه شقيقه جيتارًا جديدًا. فابتكر راينهارد علاجًا طبيعيًا خاصًا به وكان يمارس يوميًا تمارين تمديد أصابعه. كما اخترع تقنيات جديدة للتعويض عن الأصابع المفقودة:
واصل راينهاردت العمل كعازف جيتار وأصبح مشهورًا عالميًا كفنان تسجيل. كما أصبحت تقنيات راينهاردت الإبداعية جزءًا من ذخيرة جيتار الجاز.
تعرضت مغنية الجاز ميلودي جاردوت لإصابة دماغية رضية بعد أن صدمتها سيارة أثناء ركوبها دراجة. ولقد أثرت إصابة جاردوت على ذاكرتها بما في ذلك قدرتها على الكلام. لقد أمضت عامًا في المستشفى للتعافي. وأثناء وجودها في المستشفى تطلب علاجها إعادة تعلم عملية إكمال المهام البسيطة، مثل تذكر إغلاق صنبور المياه بعد تنظيف أسنانها. وكان تذكر الكلمات لإكمال الجمل تحديًا بالنسبة لغاردوت. واقترح أحد الأطباء أن تحاول جاردوت غناء الجمل كبديل للتحدث بها كطريقة لتحسين قدرتها على تذكر الجمل الأطول. واكتشفت جاردوت أن هذه الطريقة أدت إلى تحسين ذاكرتها. حصلت جاردوت على شعبية كبيرة في مجال الموسيقى من خلال إضافة تسجيلات موسيقية لها إلى موقع ماي سبيس في عام 2006. وأصبحت جاردوت الآن فنانة تسجيل مشهورة عالميًا باللغتين الفرنسية والإنجليزية، وتقدم حفلات موسيقية في جميع أنحاء العالم. ولا تزال تعاني أحيانًا من فقدان الذاكرة أثناء الأداء وتحتاج جاردوت إلى ارتداء نظارات شمسية لحماية عينيها الحساسة للضوء. وهي تحمل عصا لأنها تعاني من الدوار أحيانًا.
في عام 2011 قام الملحن البريطاني تشارلز هازلوود بتشكيل أوركسترا البارا البريطانية وهي أوركسترا تهدف إلى أن تتكون بالكامل من موسيقيين معاقين ماهرين لمقاومة اعتقاده بأن الأوركسترا لا تحتوي على ما يكفي من الموسيقيين المعوقين. وكان تشكيل الأوركسترا موضوع فيلم وثائقي على القناة الرابعة كما قدمت عروضها أيضًا خلال حفل ختام دورة الألعاب البارالمبية الصيفية 2012 في لندن.
في المملكة المتحدة يهدف برنامج "تروس الآلات الموسيقية بيد واحدة One Handed Musical Instrument Trust" إلى إزالة العوائق التي يواجهها الأشخاص ذوو الإعاقة الجسدية أمام صناعة الموسيقى. وتعليقًا على ذلك يقول: "لا توجد حاليًا أي آلة أوركسترالية يمكن العزف عليها دون استخدام يدين وذراعين يعملان بكامل طاقتهما، مما يحرم الأشخاص المصابين بإعاقات خلقية ومبتوري الأطراف فضلاً عن الملايين الذين ربما أصيبوا بجروح أو أصيبوا بسكتة دماغية أو أصيبوا بالتهاب المفاصل من المشاركة غير المحدودة في الحياة الموسيقية. والعقبة الأساسية هي غياب الآلات المناسبة".
ايهارب هي آلة موسيقية إلكترونية يتم التحكم فيها عن طريق عين العازف أو حركات رأسه. ويمكن للأشخاص الذين يعانون من ضعف شديد في الوظيفة الحركية استخدام هذه الآلة لتشغيل الموسيقى أو كمساعد للتعلم أو التأليف.

### فن المسرح
وفي العصر الحديث عكست معالجة الإعاقة في الأعمال المسرحية تطوراً في المواقف الاجتماعية السائدة تجاه الإعاقة. وفي الثقافة الغربية كان من النادر ذكر الإعاقة في المسرحيات. وتشمل الاستثناءات البارزة مسرحية ريتشارد الثالث لشكسبير. وقد تم تصوير شخصية ريتشارد الثالث على أنها "مشوهة وغير مكتملة" وكانت بمثابة مثال على " البطل المضاد " ووضحت تصوير الأشخاص ذوي الإعاقة في الفنون كأشرار. ويتم استخدام الإعاقات الجسدية التي يعاني منها ريتشارد لترمز إلى الضعف الأساسي في شخصيته. ومع ذلك كان شكسبير مدركًا للخطأ الشائع المتمثل في مساواة الجمال الجسدي بالصفات الشخصية أو الأخلاقية أو الإدراك العكسي بأن عدم الجاذبية الجسدية تمثل عيوبًا شخصية (وهو يسخر من مثل هذه المواقف في السوناتة 130). كما تم تصوير ريتشارد الثالث كشخصية معقدة، شخصية مأساتها تكمن في الاستسلام لضعفاته الأخلاقية بدلاً من التغلب عليها.
لقد تطور إدماج الممثلين ذوي الإعاقة في المسرح بالتوازي مع القبول العام الأوسع لدمج الأشخاص ذوي الإعاقة في المجتمع السائد. وكانت الممثلة المسرحية الفرنسية سارة برنار مشهورة بالفعل عندما خضعت لعملية جراحية لبتر ساقها في سن 71 عامًا. وواصلت مسيرتها التمثيلية. حيث لم تكن بيرنهاردت راضية عن أطرافها الاصطناعية واختارت استخدام كرسي متحرك.
كانت ورشة المسرح الوطني للأشخاص ذوي الإعاقة (NTWH) شركة مسرحية مقرها مدينة نيويورك تعمل في مجال المناصرة والتدريب والإنتاج في المسرح للفنانين ذوي الإعاقة. كانت الجمعية تضم في المقام الأول المؤدين والكتاب المسرحيين ذوي الإعاقات الجسدية عندما تأسست في عام 1977. أشرفت أن تي دبليو أتش على مشاريع مثل برنامج الكتاب للمحاربين الجرحى، والذي كان بمثابة برنامج علاجي وفني لقدامى المحاربين لاستكشاف التجارب النفسية والعاطفية والروحية للحرب. فرقة فيمس بيبول بلايرز التي تأسست عام 1974 هي فرقة مسرحية متجولة مقرها في تورنتو بكندا، وتوظف الأشخاص ذوي الإعاقة كممثلين وموظفين.
لقد تناولت بعض المسرحيات البارزة في القرن العشرين موضوع الإعاقة بشكل مباشر. وكتب الكاتب المسرحي الأمريكي تينيسي ويليامز العديد من المسرحيات التي كانت بطلاتها من النساء والتي كانت مستوحاة جزئيًا على الأقل من أخته روز التي تم تشخيصها بالفصام ثم أصبحت معاقة بشدة بسبب عملية استئصال الفص الجبهي عندما كانت شابة. وتشمل الشخصيات التي تعكس صراع روز مع المرض العقلي لورا في فيلم حديقة الوحوش الزجاجية وبلانش دوبوا في فيلم عربة اسمها الرغبة وكاثرين في السيناريو الذي كتبه ويليامز لفيلم فجأة، الصيف الماضي عام 1959. وفي مسرحيات ويليامز نرى أن هؤلاء النساء يعانين من المأساة نتيجة لمرضهن.
"الفراشات حرة" للكاتب ليونارد غيرشي تدور أحداثها حول شاب أعمى ينجح في الحصول على استقلاله من أمه التي تحميه بشكل مفرط، وقد عرضت لأول مرة على مسرح برودواي في عام 1969 وتم تحويلها إلى فيلم في عام 1972. وقد تم لعب الشخصية الرئيسية من قبل ممثلين غير مكفوفين في كل من العرض الأصلي للمسرحية ونسخة الفيلم. على النقيض من ذلك تضمنت مسرحية "أطفال إله أقل" التي كتبها مارك ميدوف وظهرت لأول مرة في عام 1980 ممثلة صماء تلعب الدور الرئيسي الأنثوي لشخصية صماء. واستمر هذا في نسخة الفيلم لعام 1986 حيث فازت مارلي ماتلين التي تعاني من الصمم بجائزة الأوسكار لأفضل ممثلة. وبالإضافة إلى ذلك فإن المسرحية الموسيقية صحوة الربيع (المستوحاة من المسرحية الألمانية لعام 1891) والتي أنتجتها شركة ديف وست وعرضت لأول مرة في عام 2015 على مسرح برودواي تضمنت مجموعة كبيرة من الممثلين الصم. كما تضمنت المسرحية ممثلين من الصم والبكم قاموا بأدائها باستخدام لغة الإشارة الأمريكية. وفي عام 2019 أصبحت آلي ستروكر أول ممثلة تستخدم كرسيًا متحركًا تفوز بجائزة توني لأفضل ممثلة مميزة في مسرحية موسيقية عن أدائها لدور أدو آني في إحياء مسرحية أوكلاهوما!
في كندا تعد مسرحية كريبس لديفيد فريمان واحدة من أقدم المسرحيات التي كتبها أشخاص من ذوي الإعاقة وحولهم، ونشرتها في الأصل دار نشر جامعة تورنتو عام 1971 وهذا العمل هو الذي "فتح آفاقًا جديدة من خلال إحياء قصص عن الأشخاص ذوي الإعاقة". وُلد فريمان مصابًا بالشلل الدماغي وفي سن السابعة عشرة وجد نفسه يصقل الكتل في ورشة عمل الأخوة بين البالغين في تورنتو مقابل خمسة وسبعين سنتًا كل أسبوعين؛ وهي تجربة مميتة كتب عنها لمجلة ماكلينز عام 1964. وكتب فريمان سيناريو لقناة سي بي سي -تي في بناءً على نفس الموضوع ولكن تم تجاوزه (اعتبرت الشخصيات "غير جذابة للغاية بالنسبة للتلفزيون)". وفي أوائل سبعينيات القرن العشرين في بحثه عن عمل كندي جديد اقترح بيل جلاسكو على فريمان إعادة كتابة العمل كمسرحية، وهي العملية التي وجدها فريمان "مؤلمة" لأنه "عاشها". وكانت النتيجة هي كريبس وكانت "نجاحًا كبيرًا" عندما قدمتها فاكتوري ثييتر لاب في فبراير 1971. وتم بعد ذلك تنقيح المسرحية وإعادة تقديمها باعتبارها الإنتاج الافتتاحي لمسرح تاراجون الذي تم إنشاؤه حديثًا في أكتوبر 1971، وكانت "نجاحًا أكبر" من العرض الأول. وفاز هذا الإنتاج بجائزة تشالمرز الأولى لأفضل عمل مسرحي في تورنتو عام 1972، وحصل عرضه في واشنطن العاصمة في مدينة نيويورك على جائزة مكتب نقاد الدراما في نيويورك لأفضل كاتب مسرحي جديد عام 1973. ومنذ ذلك الحين تم إنتاج المسرحية بشكل متكرر في كندا والولايات المتحدة والمملكة المتحدة.
تدور أحداث الفيلم حول خمسة رجال مصابين بالشلل الدماغي يلجأون إلى حمام الرجال لتجنب وظائفهم المملة، ومناقشة مصيرهم في الحياة والغضب من سوء المعاملة التي يتلقونها من المجتمع. تتخلل المشاهد الخيالية المؤثرة الواقعية والكوميديا السوداء وتصوير الشخصيات الغريبة. تصور مسرحية كريبس "نظامًا قمعيًا يحبط عملاؤه (شخصيات مسطحة [...]) رغبة الأبطال في الحرية والوفاء. لكن التركيز الموضوعي الحقيقي [...] هو حبس الذات وإدانة الذات وتدمير الذات لأولئك الذين يستوعبون وجهة نظر النظام عنهم وبالتالي يصبحون غير قادرين على تحرير أنفسهم منها". وكما ذكر فريمان نفسه "كانت المسرحية تدور حول الحرية وامتلاك الشجاعة للوصول إليها". في حين أن المسرحية بها العديد من العيوب إلا أنها تحظى بالثناء بسبب شخصياتها المؤثرة ("مثل لكمة في الفم" كما كتب دوجلاس وات في ديلي نيوز) وهذه "قوة الإنسانية ثلاثية الأبعاد هي التي جعلت من كريبس إنجازًا دراميًا كبيرًا". بعد خمسين عامًا كجزء من مسرحية ستب رايت أب! لفرقة ستيج لفت تم وضع كريبس وهي ندوة أقيمت عبر الإنترنت وفي فيكتوريا كولومبيا البريطانية في ديسمبر 2023 كأول عمل مسرحي مهم ويُفهم على أنه نذير لحركة الفنون الخاصة بالإعاقة في كندا.
خلال نصف القرن الماضي ابتكر عدد من الكتاب المسرحيين أنواعًا مختلفة من الأعمال المتعلقة بالإعاقة بدءًا من المراهقين الذين يعانون من مرض عقلي، كما هو الحال مع مسرحية القمر الأخير ليوفيميا فانتيتي (1988) وتورنتو وميسيسيبي لجوان ماكليود (تالون بوكس 1989) إلى الأطفال الذين يعانون من أمراض جسدية، كما هو الحال مع مسرحية لا بيتيت ميس إيستر سيلز للينا شارتراند (عرضت لأول مرة بواسطة المسرح الفرنسي في عام 1988) ومسرحية ماذا لو؟ لشيرلي باري. (تم عرضه لأول مرة بواسطة ستريت ستيتشن برودكشنز في جولة في يناير 1995). إذ أن هناك عدد لا بأس به من المسرحيات التي تتعلق على وجه التحديد بتجارب الآباء والأمهات الذين لديهم أطفال من ذوي الإعاقة. كما تشمل الأمثلة في هذا السياق مسرحية مورنيغ داف لإميل شير والتي تدور حول الشلل الدماغي وتتميز بشخصية مصابة بمتلازمة داون (تم إنتاجها لأول مرة بواسطة راديو سي بي سي في عام 1996) وتكييفه لمسرحية ذا بوي إن ذا مون وهي قصة حقيقية عن تربية طفل مصاب باضطراب وراثي نادر (عرضت لأول مرة بواسطة شركة جريت كنيدين ثييتر كومبني في سبتمبر 2014 وتم اختيارها كعرض ختامي لموسم العرض الأول لمسرح كروس في مايو 2017). وفي كثير من الأحيان تكون هذه المسرحيات سيرة ذاتية وهناك مجموعة متزايدة من الأعمال حول تربية الأطفال ذوي الإعاقات مثل التوحد، كما هو الحال مع مسرحية "البط على القمر" للكاتبة المسرحية ساسكاتشوان كيلي جو بيرك (رادينت بريس 2010)، والقطعة المرافقة لها لماذا البط على أي حال؟ وتم نشرها في مختارات عام 2016 من قبل رابطة الشعراء الكنديين أو اسم الله الأوسط (دراما سيروكو 2010) وتهجئة 2-5-5 (عرضت لأول مرة من قبل كاروسيل بلايرز في عام 2012) للكاتبة المسرحية النوفا سكوشية جينيفر أوفيرتون. قادمة من مونتريال تكتب كريستين رودريجيز أيضًا عن التوحد في أعمالها دريمنغ إن أوتوسم (2013 عرض لأول مرة في مركز آسبر للمسرح والسينما) و ذا أوتوسم مونولوجز (2018 عرض لأول مرة في مهرجان مونتريال فرينج)، بينما تتطرق ميكايلا دي سيزار أيضًا إلى هذا الموضوع في فيلم الخوف من الضياع (عرض لأول مرة بواسطة جوردي للإنتاج في عام 2019).
وقد ظهر في كندا أيضًا ممارسو المسرح من ذوي الإعاقة. فمن بين المبدعين البارزين لايل فيكتور ألبرت والذي يعاني من الشلل الدماغي ( كشط السطح [1995] وكائنات في المرآة [1997] وجامبين جاك [2002]); الكاتب المسرحي الأعمى أليكس بولمر ( لطخة [2000] وهل لي أن آخذ ذراعك؟ [2018] وعلم الآثار الدائم [2023])؛ كاتبا المسرح الصم آدم بوتل ( الموجات فوق الصوتية) وكريس دود ( الصم)، والفنان الأسود المعاق المتحول جنسيًا والناشط الحائز على جوائز سيروس ماركوس وير ( القارة القطبية الجنوبية).
تعد ستيج لفت للإنتاج في ألبرتا واحدة من أطول مسارح الإعاقة في كندا وقد أنتجت عددًا من المسرحيات البارزة، بما في ذلك عروض آلان شاين الفردية لا أزال في انتظار تلك الحافلة الخاصة (1999) و حان الوقت لوضع جواربي (2008). وتمت كتابة هذا الأخير بالتعاون مع ميشيل ديكوتيني ونيكول دنبار، وتم تشغيله في بوه فالي في عام 2008 والعروض التقديمية في عام 2009 وجولة في عام 2010 إلى أوتاوا. وقد تم عرض العرض الكوميدي الفردي لجيه دي ديربيشاير حول التعايش مع الاضطراب ثنائي القطب فاني إن ذا هيد في مهرجان ستيج لفتز بالينسينغ أكتس في عام 2008، وفي عام 2010 في دورة الألعاب البارالمبية الشتوية في فانكوفر ومهرجان دبلن الدولي لمسرح المثليين. وعمل الشاعرة والمذيعة وفنانة الإعلام الجديد ميج تورول هذا مثلي جدًا! وتم تكليفها وتقديمها بواسطة ستيج لفت في عام 2009، ونظرًا لنجاحها في عام 2010 قدمت ستيج لفت مسرحية جديدة أخرى لتورول مدينة السرطان. وهناك العديد من العروض الأخرى التي تحسب للشركة لكن العلماء اعتبروا أن القتل الرحيم أو جريمة القتل: قصة تريسي لاتيمر الحائزة على جائزة موندانس كولومباين للكتابة المسرحية لعام 2006 عمل "مهم للغاية". وبالاعتماد على تقنيات المسرح الوثائقي والحرفي يكشف فيلم ميرسي كيلنغ أور مردر جريمة قتل تريسي لاتيمر مع سبق الإصرار والترصد في عام 1993 والمحاكمة المثيرة التي تلت ذلك بعد أن قتلها والدها روبرت لاتيمر، لأنها كانت تعاني من ألم مستمر بسبب الشلل الدماغي.
حيث شددت المسرحية التي عُرضت في ديسمبر/كانون الأول 2003 على استقطاب وجهات النظر في القضية بين عامة الناس والأشخاص ذوي الإعاقة، وكذلك بين "الخبراء" و"الأشخاص العاديين" مستخدمة أسلوب المحاكمة داخل المحكمة. حيث يعمل الأشخاص/الشخصيات من ذوي الإعاقة وكذلك الجمهور كهيئة محلفين. ونظرًا لتعبيره عن "اهتمامات حقوق الإنسان الملحة للأشخاص ذوي الإعاقة" وفعالية تكتيكات المسرح الشعبي وابتكارات جماليات الإعاقة القتل الرحيم أو جريمة القتل: قصة تريسي لاتيمر يعتبر عملاً مهمًا ومعتمدًا لمسرح الإعاقة في كندا.
مع منظمات مثل تحالف فنون الإعاقة التي تدفع بأجندة للتغيير وخاصة في مسارح المملكة المتحدة، يتم استعادة الأصالة في اختيار الممثلين حيث يتم استعادة الشخصيات الخيالية والتاريخية المعوقة من خلال اختيار الممثلين المعوقين، على سبيل المثال تم لعب دور دوق جلوستر / الملك في ريتشارد الثالث في إنتاجات احترافية من قبل بيتر دينكلج ومات فريزر وآرثر هيوز ودانيال مونكس وتوم ماذرسديل وكيت مولفاني وجان بوتميشيل وكاتي سوليفان ومايكل باتريك ثورنتون وزاك فورد ويليامز ومايكل باتريك. وتركز حركة المسرح والإعاقة أيضًا على التصوير العرضي وهناك المزيد من الحالات التي يتم فيها اختيار ممثلين من ذوي الإعاقة في أدوار غير مكتوبة على أنها إعاقة، ولكن حيث يمكن للإعاقة أن تكون بمثابة نص فرعي. أصبح هذا الأمر شائعًا بشكل متزايد في الإنتاجات الشكسبيرية في شركات مثل شكسبيرس غلوب وشركة شكسبير الملكية.

### شركات المسرح
تشمل شركات المسرح المشهورة للمعاقين في كندا فرقة كيس آند تيل كوليكتيف (فانكوفر)، وفرقة إنسايد آوت ثييتر (كالجاري)، وفرقة مسرح ريلويلز (فانكوفر)، وفرقة ستيج لفت للإنتاج (كانمور)، وفرقة ثييتر تريفك (فانكوفر)، وفرقة ووركمان آرتز (تورنتو)، وشركة الكاتبة المسرحية الشهيرة جوديث تومسون آر إيه آر إي والتي تأسست لتسليط الضوء على المؤدين المعاقين والمجتمعات المهمشة.

#### ذا أبوثيتاي الصيادلة
مسرح في مدينة نيويورك أنشأه جريج موزغالا وهو ممثل محترف يعاني من الشلل الدماغي التشنجي المزدوج. يأتي اسم شركة المسرح من مسرحية قواعد الصدقة حيث أشار جون بيلوسو إلى الأبوثيتاي وهي هاوية في اليونان القديمة حيث يُترك الأطفال الذين وجدهم كبار السن صغارًا جدًا أو معاقين ليموتوا من التعرض. ويعني المصطلح "مكان التعرض" وتهدف شركة المسرح إلى عرض تجربة المعوقين من خلال التاريخ. تركز مسرحية أبوثيتاي على "تجربة المعوقين" وتدمج الممثلين الأصحاء مع الممثلين الذين يعانون من إعاقات عقلية وجسدية. كان أول إنتاج كبير لهم هو فيلم "العقوبة" والذي كان مبنيًا على فيلم من عشرينيات القرن العشرين.

#### مسرح بلو آبل
مسرح بلو آبل هي شركة مسرحية مقرها وينشستر بإنجلترا. وقد تأسست في عام 2005 على يد جين جيسوب بهدف ريادة دمج الممثلين ذوي الإعاقات الذهنية على المسارح الرئيسية. وفي مايو 2012 حقق ستة ممثلين من شركة التفاح الأزرق إنجازًا تاريخيًا من خلال القيام بجولة في جنوب إنجلترا لتقديم إعادة تصور رائدة لمسرحية هاملت لويليام شكسبير. وكانا أول ممثلين مصابين بمتلازمة داون يؤدون المسرحية بشكل احترافي. حيث لعب تومي جيسوب الدور الرئيسي.

#### فرقة مسرح جراي
شركة مسرح جراي هي منظمة بريطانية مكونة من فنانين ومديرين يعانون من إعاقات جسدية وحسية. وقد تأسست عام 1980 على يد نبيل شعبان وريتشارد توملينسون وسميت بهذا الاسم نسبة إلى غراي في الأساطير اليونانية. وفي عام 1981 عُرض على الشركة استخدام مكتب ومساحة للتدريب ومرافق لمدة 18 شهرًا من قبل مركز ويست إند وهو مركز للفنون في ألدرشوت في هامبشاير.

#### شركة مسرح ملعقة نيكو
نيكوز سبون هي شركة مسرح خارج برودواي موجهة نحو الإدماج في مدينة نيويورك.

#### فرقة مسرح فامالي
شركة مسرح فامالي (المعروفة سابقًا باسم رابطة الممثلين والفنانين الموسيقيين ذوي الإعاقة الجسدية) هي مجموعة مسرحية وشركة متجولة تأسست في عام 1989 عندما قررت مجموعة من الطلاب السابقين في مدرسة بوتشر في دنفر بكولورادو والذين شعروا بالإحباط بسبب نقص الفرص المسرحية للأشخاص ذوي الإعاقة تأسيس شركة خاصة بهم. وتؤدي فامالي عروضها في مجمع دنفر للفنون المسرحية ومسرح أورورا فوكس. ويتضمن موسم الشركة أيضًا مجموعة متنوعة من العروض السياحية والتعليمية.

#### مسرح يكسر الحواجز TBTB
مسرح كسر الحواجز ثييتر بريكنغ ذرو بيريرز (تي بي تي بي – المعروف سابقًا باسم مسرح المكفوفين) هي شركة مسرح شاملة خارج برودواي في مدينة نيويورك مخصصة لتعزيز أعمال الممثلين والكتاب والمخرجين المحترفين من ذوي الإعاقة. وقد تأسست شركة تي بي تي بي على يد إيك شامبيلان في عام 1979، وبدأت كشركة من الممثلين المبصرين الذين يتم توظيفهم لتسجيل المسرحيات للمكفوفين. وفي عام 1982 تم تأسيس المسرح وبدأ في إنشاء عروض مسرحية مختلطة بين المكفوفين وضعاف البصر والمبصرين. وبحلول عام 1985 بدأت الفرقة بإنتاج عروض مسرحية كاملة تضم مجموعات متكاملة من الممثلين المكفوفين وضعاف البصر والمبصرين للجمهور المكفوفين والمبصرين. أما في عام 2008 فقد وسعت تي بي تي بي مهمتها لتشمل جميع المؤدين من ذوي الإعاقة وغيرت اسمها رسميًا من تي بي تي بي - مسرح المكفوفين إلى تي بي تي بي - مسرح يكسر الحواجز ليعكس التوسع.

## فيلم
بالنسبة لصناع الأفلام والجمهور على حد سواء هناك نداء ضمني للأشخاص ذوي الإعاقة على الشاشة. إذ تؤثر الأفلام في تشكيل نظرة المجتمع لمجموعات محددة. أما بالنسبة للأفلام التي تتناول موضوع الإعاقة فإن هذه الآراء والأنماط النمطية مستمدة من المؤسسات الاجتماعية والمعايير في الثقافة الغربية. وهناك العديد من القطع الكتابية المؤثرة التي سبقت ظهور السينما والتي تتناول موضوع الإعاقة:
- موبي ديك الهدف الوحيد للكابتن آهاب هو الانتقام من الحوت الذي جعله معاقًا.
- العهد القديم الإعاقة كعقاب من الله موجودة في عدة مقاطع.[63]
- في مسرحية ريتشارد الثالث للكاتب ويليام شكسبير هناك شخصية تدعى ريتشارد كروكباك والذي كانت إعاقته وشرّه غير قابلين للفصل.

تشير هذه الأمثلة إلى موضوع متكرر حول الإعاقة في الثقافة السائدة وفي الأفلام وهو موضوع منتشر وغالبًا ما يتم تجاهله. فهناك نظرية واحدة تفسر استمرار رواد السينما في مشاهدة الأفلام مع الإعاقة من الناحية النفسية. وفي مقالة سيجموند فرويد "الغريبة" عام 1919 يعزو الخوف من الإعاقة إلى كونه بديلاً لقلق الإخصاء والانحراف عن القاعدة.
عادةً ما يتضمن الفيلم المتعلق بالإعاقة تصوير إعاقة واحدة أو أخرى بطريقة تهدف إلى توصيل رسالة أو منظور محدد. إذ تسعى العديد من الأفلام إلى خلق شعور بالشمول والوعي وبالتالي القضاء على الوصمة الاجتماعية الواضحة المرتبطة بالإعاقة. وتهدف العديد من الأفلام إلى إثارة النقاش وأشكال أخرى من المشاركة تدور حول الإعاقة.
غالبًا ما يتم عرض أفلام الإعاقة المستقلة على نطاق أوسع خلال مهرجانات أفلام الإعاقة. فعلى سبيل المثال يعد مهرجان ريلأبيليتز مهرجانًا سينمائيًا سنويًا في الولايات المتحدة يعرض أفلامًا تتناول قضايا الإعاقة، ويعمل على "[تعزيز] التقدير والوعي بحياة وقصص وتعبيرات الأشخاص ذوي الإعاقات المختلفة". كما يهدفون أيضًا إلى "جمع مجتمعنا لاستكشاف ومناقشة واحتضان والاحتفال بتنوع تجربتنا الإنسانية المشتركة".
كانت الإعاقة في الأفلام ظاهرة حديثة نسبيًا حيث حافظت هوليوود على "ابتعادها مفضلة حالات مثل العمى والصمم والأمراض العقلية الخفية التي لا تظهر أي علامة خارجية على التشوه على الرغم من أن مستخدمي الكراسي المتحركة الوسيمين أثبتوا أنهم مقبولون". ووفقًا للباحث ديفيد ت. ميتشل فقد مر ما يقرب من ثلاثين عامًا منذ "عودة الاهتمام بعواقب التمثيلات غير الإنسانية (الوحش والغريب والمجنون والبريء المتألم والهستيري والمتسول) مما أدى إلى الشك في الفائدة النهائية للدراسات التمثيلية حول الإعاقة". كما يناقش ميتشل كذلك التحول إلى تغيير التصور الاجتماعي للإعاقات المختلفة في المجال العام.
لقد تم تصوير الإعاقة في الأفلام منذ عصر السينما الصامتة. فقد تكون الإعاقة عنصرًا أساسيًا في القصة أو قد تقدم مساهمة كبيرة بطريقة أخرى كجزء من السيناريو. وغالبًا ما كانت تجارب قدامى المحاربين ذوي الإعاقة هي الأساس للأفلام المبكرة التي تعاملت مع الإعاقة. وتم تصوير قصة الضوء الذي فشل وهي قصة قصيرة شهيرة للكاتب البريطاني روديارد كبلينج في أعوام 1916 و1923 و1939. ثم أصبح بطل الرواية وهو محارب قديم يفقد بصره تدريجيًا نموذجًا للعديد من الأفلام التي تصور المحاربين القدامى المعاقين كضحايا مأساويين. وتشمل الأفلام في هذا النمط فيلم ذا مين (1950) بطولة مارلون براندو وفيلم جوني جت هز غن (1971) وهو فيلم مناهض للحرب من إخراج دالتون ترامبو. وقد أسست أفلام مبكرة أخرى لنمط تصوير الجنود المعوقين باعتبارهم "محاربين نبلاء" يواجهون ويتغلبون على الإعاقة الجسدية ونقص فهم المجتمع لهم عند عودتهم إلى ديارهم. وتشمل بعض الأمثلة فيلم ثيرتي سكندز أوفر طوكيو (1944) وفيلم سنس يو ونت أويي (1944) والفيلم الرائد ذا بست ييرز أوف أور لايفز (1945). حيث يروي فيلم "أفضل سنوات حياتنا" قصة عدد من المحاربين القدامى الذين أصيبوا بالإعاقة في المعركة ثم عادوا إلى ديارهم لمواجهة مرارتهم وتحدي إعادة الاندماج في المجتمع كرجال من ذوي الإعاقة. وقد عارض بعض أعضاء صناعة الأفلام قرار اختيار هارولد راسل وهو محارب قديم في الحياة الواقعية فقد كلتا يديه في حادث تدريب، مشيرين إلى أن هذا كان "ذوقًا سيئًا". ومع ذلك حقق الفيلم شعبية كبيرة بين الجماهير وحصل راسل على جائزة الأوسكار لأفضل ممثل مساعد، بالإضافة إلى "جائزة أوسكار خاصة عن 'إحضار الأمل والشجاعة لزملائه المحاربين القدامى'".
نادرًا ما ابتعدت التصويرات المبكرة للنساء ذوات الإعاقة عن صورة المرأة الشابة البريئة والمحمية. حتى فيلم ذو تفاصيل دقيقة مثل " أضواء المدينة" (1931) لتشارلي شابلن يتبع هذا النمط. يحكي هذا الفيلم قصة جهود المتشرد الصغير لمساعدة بائعة الزهور العمياء التي يقع في حبها. وكان الفيلم جذريًا في تحدي الجمهور في نهاية الفيلم لتبني وجهة نظر شخص أعمى و"رؤية" مجازية تتجاوز أحكامهم المسبقة تجاه الآخرين. إن فيلم الميلودراما جوني بليندا (1948) الذي يصور امرأة صماء شابة بريئة تتعرض للاغتصاب ثم تدافع عن نفسها من محاولة قتل، لا يعطي الشخصية الرئيسية أي عمق يتجاوز كونها بطلة "شجاعة" و"جريئة" نموذجية. ومع ذلك كان الفيلم ملحوظًا لإدخال لغة الإشارة إلى جمهور السينما السائد لأول مرة ولجعل امرأة من ذوي الإعاقة الشخصية الرئيسية والسماح لها بالانتصار على الشدائد. وقد حطم فيلم "أطفال الإله الأصغر" (1986) الصورة النمطية للمرأة الشابة البريئة ذات الإعاقة. إذ تتميز شخصية سارة بالاستقلالية والإرادة القوية وغالبًا ما تفشل في إدراك ما هو في مصلحتها. وقد فازت مارلي ماتلين بجائزة الأوسكار لأفضل ممثلة وكانت استثناءً للقاعدة العامة التي تنص على أن الممثلين غير المعوقين فقط هم من سيظهرون في أدوار سينمائية بارزة تصور شخصًا من ذوي الإعاقة.
الممثلون ذوو الإعاقة الأكبر سناً أكثر من 40 عاماً على وجه التحديد هم أكثر عرضة للاختيار للأدوار في الأفلام مقارنة بنظرائهم الأصغر سناً. ويشير هذا إلى أن تصور الإعاقة في الفيلم يصبح أكثر قبولاً مع تقدم العمر.

### حبكة
- يضم فيلم "على ذراعي" بطلة يتم تقديمها على الفور من خلال لقطة لها وهي تضع سماعة الأذن الخاصة بها. كارلا (إيمانويل ديفوس) ليست ضعيفة الإرادة بأي حال من الأحوال ولكن صممها الجزئي يجعل من المؤلم مشاهدتها وهي تتعامل مع وظيفتها كسكرتيرة مرهقة وغير مقدرة. فقط عندما أغمي عليها من الإرهاق من التعامل مع زملائها غير المريحين وافقت كارلا على عرض رئيسها لتعيينها مساعدة متدربة. وسرعان ما تقع في حب زميلها الجديد وهو سجين سابق وتنتهي بالتواطؤ معه في مخطط غريب.
- كان روري أوشيا هنا حول شاب متمرد يعاني من ضمور العضلات ويحاول مساعدة شاب آخر يعاني من الشلل الدماغي ليتبعه في فنون "السكر وإقامة العلاقات الجنسية". يموت روري في نهاية الفيلم لكن مهمته قد تم إنجازها: لقد تم تعليم صديقه المصاب بالشلل الدماغي تقرير المصير بنجاح ويحمل هذا الإرث.
- فيلم ون فلو أوفر ذا كوكوز نست هو دراما حول سوء معاملة المرضى العقليين وهو الفيلم الثاني الذي يفوز بجميع جوائز الأوسكار الخمس الرئيسية.
- تكلفة المعيشة (2004) من إنتاج دي في 8 فيزيكل ثييتر وهي قصة أقل تماسكًا وأكثر مجموعة من المشاهد المجمعة بشكل فضفاض، وتتميز بالراقص ديفيد تول الذي يتفاعل مع راقصين آخرين ويقيم صداقة وثيقة مع زميل فنان قادر على العمل.
- تلعب هيلينا بونهام كارتر دور امرأة تعاني من مرض العصبون الحركي في فيلم نظرية الطيران. يتناول الفيلم قضية الحياة الجنسية للأشخاص ذوي الإعاقة.
- الفيلم الأسترالي دانس مي تو ماي سونج والذي يتناول مواضيع مشابهة لفيلم ذا ثيوري أف فلايت الذي كتبه وقام ببطولته هيذر روز التي تعاني من الشلل الدماغي.[72]
- في فيلم ويت أنتل دارك (1967) يجب على امرأة عمياء (أودري هيبورن) محاربة المجرمين الذين اقتحموا منزلها. وتم ترشيح هيبورن لجائزة الأوسكار لأفضل ممثلة.
- في فيلم Snow Cake (2006)، تلعب سيغورني ويفر دور امرأة مصابة بالتوحد ، وقالت إنها قضت قدرًا هائلاً من الوقت مع شخص مصاب بالتوحد في الحياة الواقعية من أجل الانغماس بشكل كامل في هذا الدور .
- في فيلم ذا هورس ويسبر (1998) تفقد المراهقة جريس (سكارليت جوهانسون) ساقها اليمنى السفلية في حادث ركوب مما يتسبب أيضًا في إصابة حصانها بصدمة نفسية. ويصور الفيلم التعافي الجسدي والعقلي لكل من الحصان والفارس بعد أن تقودهما والدتها (كريستين سكوت توماس) من نيويورك إلى مونتانا لمقابلة "هامس الخيول" روبرت ريدفورد.[73]
- الفيلم الصيني أوشن هافن لعام 2010 يتحدث عن ابن مصاب بالتوحد.[74]
- في فيلم رست آند بون تلعب ماريون كوتيار دور ستيفاني مدربة الحيتان القاتلة التي تفقد ساقيها بعد حادث في الحديقة البحرية التي تعمل بها. ستيفاني التي تجلس الآن على كرسي متحرك تعاني من الاكتئاب المزمن وتبدأ علاقة مع علي ماثياس شونارتس الذي يعيدها إلى الحياة.

### سيناريو
في فيلم الخيال العلمي أفاتار لعام 2009 يختبر بطل الرواية المشلول (سام ورثينجتون) حرية جديدة باعتباره هجينًا بشريًا-فضائيًا متحركًا بالكامل (أفاتار).
يلعب سبنسر تريسي دور أحد المحاربين القدامى المعاقين في فيلم باد داي آت بلاك روك. ينزل من القطار في قرية بلاك روك الصحراوية المهجورة تقريبًا. وهذه هي المرة الأولى التي يتوقف فيها القطار هناك منذ أربع سنوات. السكان المتبقون عدائيون بشكل لا يمكن تفسيره لكن تريسي تثبت أن ذراعًا واحدة جيدة هي كل ما تحتاجه للفوز في معركة.

### فيلم حسب العصر
يمكن تصنيف الإعاقة في الأفلام إلى ثلاثة عصور: الفيلم الصامت حتى ثلاثينيات القرن العشرين، ومن أربعينيات القرن العشرين إلى سبعينيات القرن العشرين، وما بعد سبعينيات القرن العشرين.

#### الأفلام الصامتة حتى ثلاثينيات القرن العشرين
أحد أول الأفلام التي تناولت الإعاقة هو فيلم "المتسول المزيف" للمخرج توماس إديسون عام 1898. هذا الفيلم القصير الذي تبلغ مدته خمسين ثانية يتحدث عن متسول مزيف يتظاهر بأنه أعمى، ولكن الشرطة في النهاية ألقت القبض عليه. تضمنت التصويرات المبكرة للأشخاص ذوي الإعاقة أعمالاً إجرامية وعروضًا غريبة. في هذا العصر حاول العلماء تفسير وتصنيف تشوهات الناس، على سبيل المثال حاول فرانسيس بيكون في عام 1620 أن يقوم إيزيدور جوفروي سانت هيلير بتنفيذ التصنيف في ثلاثينيات القرن التاسع عشر. بالإضافة إلى ذلك رسم سيزار لومبروزو عالم الأنثروبولوجيا الجنائية علاقة مباشرة بين الجسد والعقل كعلامة على الانحطاط. تشير هذه الفكرة إلى نمط شائع وهو المجرم المعاق. علاوة على ذلك كانت هذه الأفلام المبكرة متوافقة مع فكرة تحسين النسل المقبولة في ذلك الوقت حيث كانت تميل بشكل كبير نحو النموذج الطبي للإعاقة.
- تحتوي رواية "خزانة الدكتور كاليجاري" (1919) على شخصية المنوم المغناطيسي المجنون الدكتور كاليجاري كمجرم وشرير. كما أن المجرم المعاق المجنون في هذا الفيلم يتناول صورة نمطية أخرى وهي صورة الشخص المعاق الذي ينتقم من العالم غير المعاق. ويفترض هذا التفاعل أن الشخصية الشريرة تعاني أيضًا من فقدان الإنسانية.[78] كما أن أسلوب التصوير التعبيري يعطي للمشاهد منظورًا مميزًا للشخص المعوق ذهنيًا.
- فيلم فريكس (1932) هو فيلم استغلالي بحكم التعريف. ويتم تحقيق ذلك من خلال استخدام ممثلين حقيقيين من ذوي الإعاقة وممثلين مسرحيين في الفيلم. على الرغم من أن المخرج تود براوننج قادر على إظهار إنسانية هؤلاء الوحوش من خلال الزواج والولادة والمجتمع وغيرها من جوانب كون الإنسان إنسانًا، إلا أن النصف الثاني من الفيلم يتحول إلى مشهد انتقام غير إنساني. إن الأجسام غير الطبيعية هي استعارة لعدم وجود القدرة العاطفية والروحية وهو ما يعرضه الجزء الأخير من الفيلم.[79] كما يتم وضع شخصيات العرض الغريب في الإطار المركزي للعديد من اللقطات كنظارات.[80]

#### من أربعينيات القرن العشرين إلى سبعينيات القرن العشرين
يمكن وصف عصر أفلام الإعاقة هذا بأفلام ما بعد الحرب. لقد أصبح مظهر المحارب القديم المدمن على الكحول والمعاق على كرسي متحرك عتيقًا. كان الإدراك العام للحرب العالمية الثانية وحرب فيتنام وردود الفعل تجاههما مختلفين، وبالتالي كانت تمثيلات المحاربين القدامى المعاقين من هذه الحروب مختلفة أيضًا. يعد اضطراب ما بعد الصدمة موضوعًا متكررًا في سبعينيات القرن العشرين، حيث لم تعد أفلام الحركة التي كانت تدعم الثقافة والقيم الأمريكية تفعل ذلك نتيجة لحرب فيتنام.
- استخدم فيلم ذا مين (1950) قدامى المحاربين المصابين بالشلل النصفي في الحرب العالمية الثانية. لقد وثقت حياة المحاربين العائدين. يتمكن هذا الفيلم من تجاوز قدامى المحاربين "المقيدين" بالكراسي المتحركة وإظهار جانب آخر من حياتهم. ومع ذلك هناك حالات لشخصيات في الفيلم تتحدث عن إعاقتها على الرغم من ذلك.[83]
- في فيلم ذا كونفرسيشن (1974) يدرك خبير المراقبة الخاص هاري كول أن إحدى وظائف التسجيل التي سيضطلع بها ستؤدي إلى جريمة قتل. ونتيجة لذلك رفض هاري تسليم التسجيلات. وهذا يقوده إلى دوامة من العجز حيث لم يعد هاري مسيطرًا على خصوصيته الثمينة. يُعد هذا مثالاً واضحًا على اضطراب ما بعد الصدمة حيث يتعرض بطل الرواية للخيانة من قبل السلطة ويصبح في موقف العجز.[84]
- يتتبع فيلم صائد الغزلان (1978) مجموعة من المحاربين القدامى العائدين في ظروف مختلفة. ومع ذلك فإن الصورة النمطية للمحارب المخضرم المعاق العاجز ليست واضحة في هذا الفيلم على الرغم من أن الشخصية المعاقة ستيفن تظهر في مكان العجز طوال جزء كبير من الفيلم. في المشهد الأخير تتجمع المجموعة معًا وتغني "حفظ الله أمريكا" وتحتفل مما يمثل عودته إلى المجتمع الجماعي بعيدًا عن الشخص المعاق العاجز.[85]

#### ما بعد السبعينيات
حاولت الأفلام المعاصرة تقديم تصوير أكثر دقة وإنسانية للأشخاص ذوي الإعاقة. حاولت حركة معينة دوغما 95 تغيير السرديات القياسية والجماليات وإنتاجات الأفلام الاستوديو.
ومن الأمثلة البارزة:
- فيلم لارس والفتاة الحقيقية (2007) يدور حول شاب منعزل يقيم علاقة مع دمية جنسية تستخدم كرسيًا متحركًا. يتردد سكان البلدة في قبول رفيقة لارس، ولكن في نهاية المطاف يرحبون بها في المجتمع. الدمية بيانكا تمثل شخصًا يستخدم الكرسي المتحرك أو يعاني من الإعاقة وهو شخص مقبول. علاوة على ذلك يستخدم لارس الدمية ليقبل المجتمع إعاقته.[87]
- جوليان دونكي بوي (1999) حيث تحاول المخرجة هارموني كورين تصوير شخصية تعاني من مرض انفصام الشخصية غير المعالج من منظور دقيق.[88] تم تصوير الفيلم على غرار حركة دوغما 95 بطريقة غير مفلترة وبأسلوب مضاد لهوليوود. بالإضافة إلى ذلك هناك مشاهد حيث يقوم الشخصيات المعوقة بإنشاء عروض فنية وإبداعية وهو انحراف عن موضوعات الإعاقة.[89]

### شركات الاعلام
تركز بعض شركات الوسائط المرئية بشكل خاص على القضايا المتعلقة بالإعاقة. وفيما يلي بعض الأمثلة.
- أنظمة المسرح الرقمي – الصوت المحيطي ونظام دي تي أس-سي أس أس أو نظام الترجمة السينمائية والترجمة التوضيحية لدور السينما
- تضيف شبكة ناريتف تليفجن نتوورك في تولسا بأوكلاهوما، وصفًا صوتيًا (يتم تقديمه عبر البث التلفزيوني والكابل والأقمار الصناعية والإنترنت) إلى الموسيقى التصويرية الموجودة.
- رورينغ غيرل برودكشنز هي شركة إعلامية احترافية مقرها بريستول بالمملكة المتحدة، والتي تعمل على ابتكار تمثيلات جديدة للإعاقة في إنتاجاتها.[90] تأسست مؤسسة آر جي بيه في عام 1999 على يد الفنانة والناشطة ليز كرو وتقوم بجولات دولية[91] وقد وضعت معايير جديدة للممارسات الجيدة لإشراك الأشخاص ذوي الإعاقة في إنتاج الأفلام وكجمهور.
- تقدم شركة أوديو دسكربشن أسوسيتس خدمات الوصف الصوتي للمعارض المسرحية والإعلامية والفنية البصرية.

## الفنون البصرية

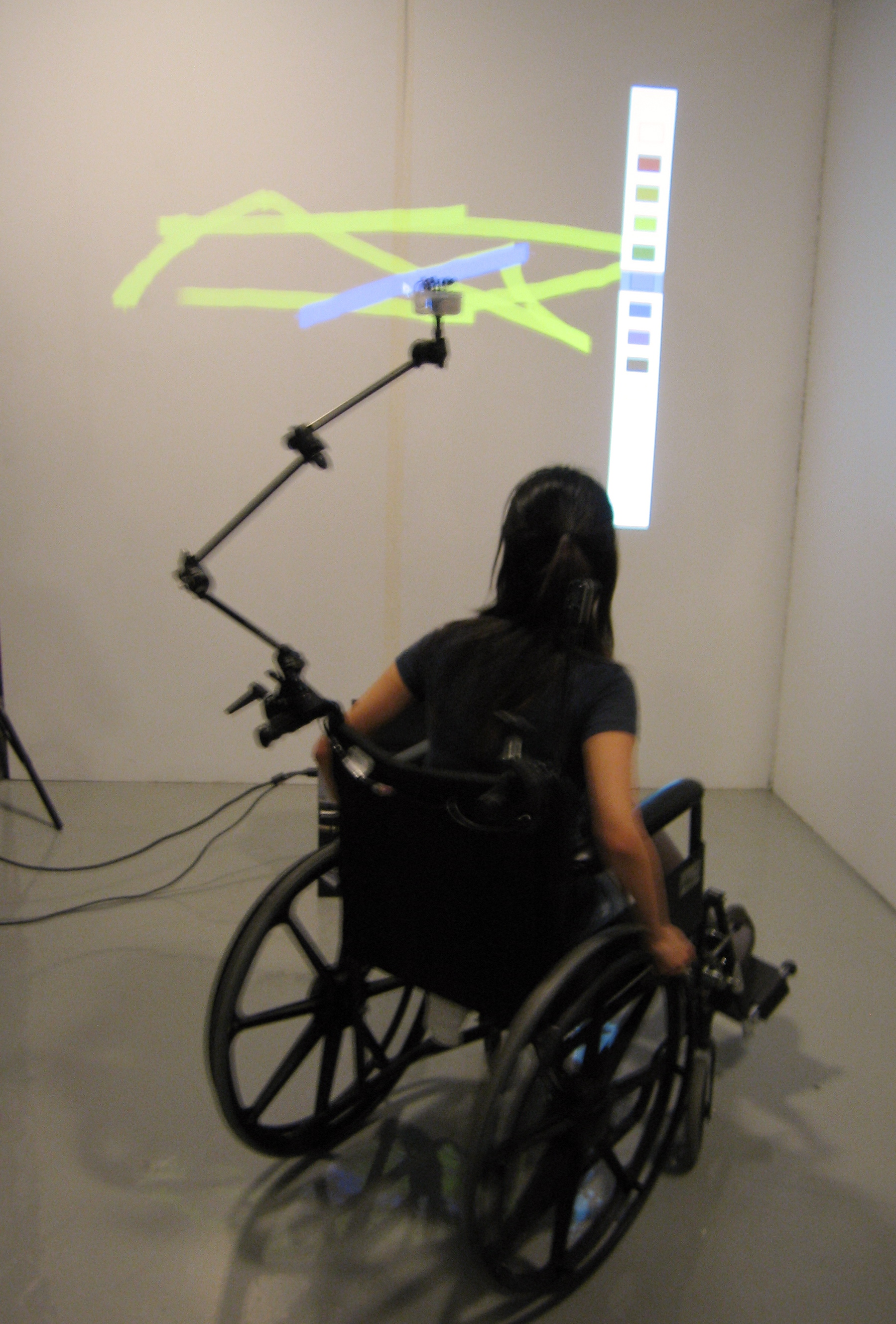
الرسم الرقمي باستخدام جهاز التحكم عن بعد Wii للتغلب على قيود الحركة

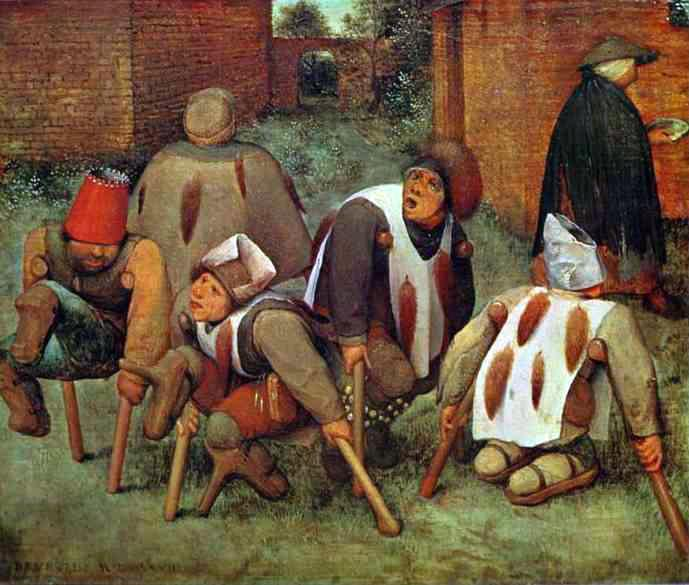
المقعدون (المعروفون أيضًا باسم المتسولين) لبيتر بروغل الأكبر (1568). تمثيل فني من القرن السادس عشر لمتسولين معوقين.

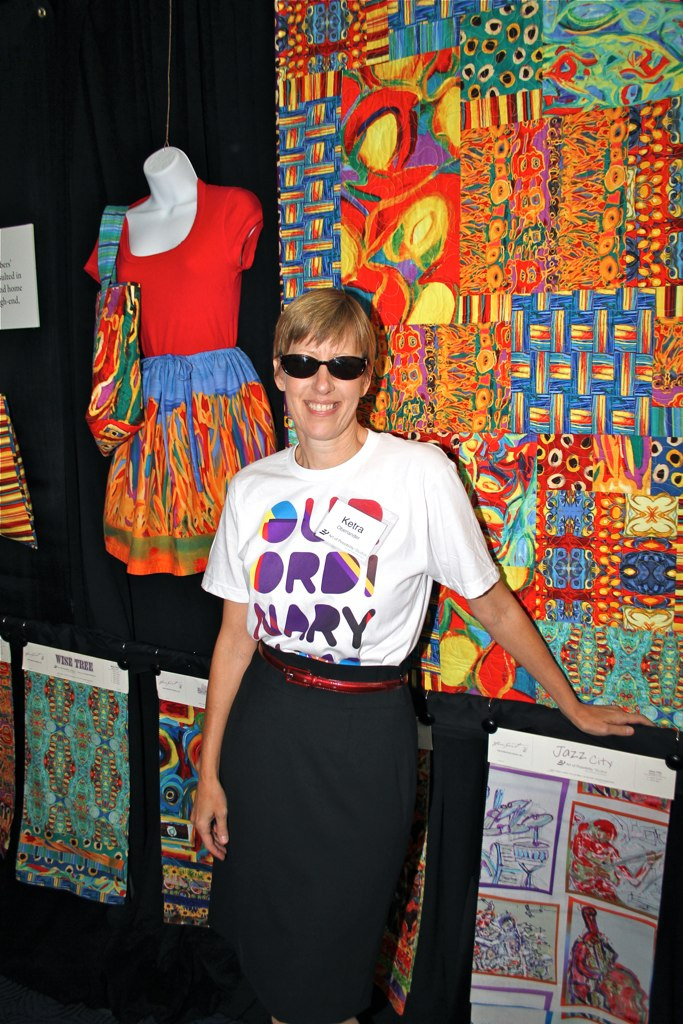
كيترا أوبرلاندر هي فنانة تعاني من ضعف البصر.

### الفنانين المعوقين
تساعد التكنولوجيا التكيفية عددًا متزايدًا من الفنانين على التغلب على التحديات التي من شأنها أن تمنعهم من ممارسة إبداعهم بالكامل. يمكن التغلب على إعاقات الحركة باستخدام أدوات مثل ويي ريموت الذي يسمح للمستخدمين بإنشاء رسومات رقمية ولوحات رقمية. يمكن لتكنولوجيا الكمبيوتر أيضًا أن تساعد الفنانين ذوي الرؤية المحدودة.
إن الاستخدام الإبداعي للتكنولوجيا التكيفية أو المساعدة في وسائل الإعلام يمكن أن يوفر أيضًا طرقًا للأشخاص ذوي الإعاقة البصرية للاستمتاع بالفنون البصرية. ويتم توفير أجهزة صوتية للزوار في بعض المتاحف والمعارض والمؤسسات الثقافية الأخرى لتوفير سرد إعلامي للزوار سواء كانوا يعانون من ضعف البصر أم لا. يوفر السرد الصوتي للمسرح أو الفيلم أو التلفزيون الوصف الضروري المضاف بين الحوارات لأعضاء الجمهور من ذوي الإعاقة البصرية.
ويعتبر الفن المفاهيمي أيضًا وسيلة للفنانين ذوي الإعاقة للمشاركة في الفنون، وذلك باستخدام مساعدي الاستوديو لتنفيذ الرؤية الإبداعية للفنان. وهذا أمر سائد في ممارسات الفن الحالية حيث حقق العديد من الفنانين ذوي الإعاقة النجاح في هذا المجال.
لقد عمل عدد من الفنانين التشكيليين المشهورين بشكل احترافي على الرغم من تحديات الإعاقة. بعضها يشمل:
- هنري دي تولوز لوتريك الذي كان يعاني من إعاقة في حركة ساقيه، أصبح مشهورًا بلوحاته التي تصور الراقصين الفرنسيين في القرن التاسع عشر.
- فريدا كاهلو فنانة ونسوية مكسيكية ارتدت دعامة للجسم بسبب إصابات متعددة في الجسم، والتي صورتها في صورها الذاتية.
- كلود مونيه الرسام الانطباعي الفرنسي فقد تدريجيا الكثير من بصره بسبب إعتام عدسة العين. كانت رؤيته مقتصرة على نطاق الألوان الزرقاء بشكل أساسي، لذلك استخدم لوحة ألوان يغلب عليها اللون الأزرق في أعماله اللاحقة مثل زنابق الماء.
- فينسنت فان جوخ الرسام الهولندي ما بعد الانطباعية ربما كان يعاني من اضطراب ثنائي القطب. ربما أثرت أعراض الهلوسة والذهان التي عانى منها على بعض تجاربه مع الأسلوب البصري في لوحاته.
- أل كاب رسام الكاريكاتير الأمريكي ( ليل أبنر) تعرض لبتر ساقه عندما كان في التاسعة من عمره، ويقال أن هذا الأمر أثر على حسه الفكاهي الساخر.
- جون كالاهان رسام كاريكاتير أمريكي بدأ مسيرته الفنية بعد إصابته بالشلل الرباعي في حادث وهو في الحادية والعشرين من عمره.
- تشاك كلوز رسام أمريكي أصيب بالشلل في عام 1988 وهو مصاب بشلل رباعي.
- ينكا شونيبار عضو الإمبراطورية البريطانية فنان مفاهيمي بريطاني، تم تشخيصه بمرض التهاب النخاع المستعرض. مرشح لجائزة تيرنر.
- ريان جاندر فنان مفاهيمي بريطاني مستخدم كرسي متحرك يعاني من إعاقة طويلة الأمد.
- كاثلين موريس الرسامة الانطباعية الكندية أصيبت بالشلل الدماغي وأصبحت واحدة من أشهر رسامات الحداثة.
- فقدت كيترا أوبرلاندر تدريجيًا الكثير من قدرتها على الرؤية بما في ذلك قدرتها على إدراك الألوان (مخروط العين) وإدراك اللونين الأبيض والأسود (قضيب العين). لقد أصبحت الآن عمياء قانونيًا على الرغم من أنها تحتفظ بدرجة محدودة من الرؤية. في منتصف عمرها غيرت مسارها المهني وأصبحت فنانة محترفة. تتمكن أوبرلاندر من استخدام أجهزة الكمبيوتر لإنشاء رسومات رقمية كما ترسم بالألوان الأكريليكية. أسست شركة ترخيص فنية تساعد الفنانين ذوي الإعاقة على توزيع أعمالهم.[92]
- ريفا ليرر فنانة أمريكية تعاني من مرض السنسنة المشقوقة ترسم وتلون بشكل كبير من الحياة.
- أنجيلا دي لا كروز فنانة إسبانية مقيمة في لندن أصيبت بالشلل بعد إصابتها بسكتة دماغية في سن الأربعين وتستخدم كرسيًا متحركًا مرشحة لجائزة تيرنر.
- جوديث سكوت نحاتة ألياف أمريكية تعاني من متلازمة داون.
- بول دارك فنان مقيم في ولفرهامبتون يعاني من مرض السنسنة المشقوقة، ويعمل في جميع الأشكال الرقمية.

## الأدب

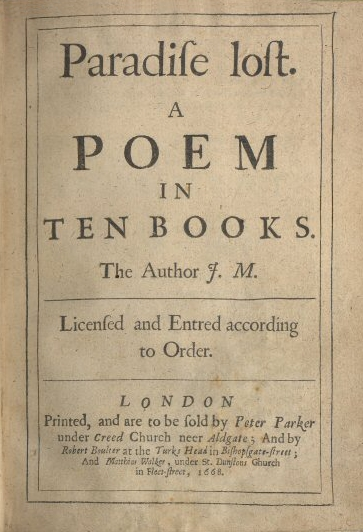
صفحة العنوان للطبعة الأولى من الفردوس المفقود 1668. جون ميلتون والذي كان أعمى قام بتأليف القصيدة الملحمية من خلال إملائها على مساعدين قاموا بنسخها للنشر.

الأدب الشفوي وهو أقدم أشكال الأدب يمكن لأي شخص الاستمتاع به بما في ذلك الصم أو ضعاف السمع (اعتمادًا على قدرتهم على قراءة الشفاه)، وضعف القدرة اللفظية هو العائق الوحيد أمام سرد القصص. يُعتقد أن هوميروس المؤلف اليوناني القديم للملحمتين الشعريتين الأوديسة والإلياذة كان أعمى. لم تكن هذه الإعاقة عائقًا أمام تحدي تأليف وتلاوة إبداعاته الكلاسيكية التي تحتوي على أكثر من 15 ألف سطر ( الإلياذة) و12 ألف سطر (الأوديسة) للآخرين. تنقسم الإلياذة نفسها إلى 24 "كتابًا" يستغرق تلاوة كل منها حوالي ساعة واحدة. لقد ساعد تقليد رواية القصص الشفوية والسهولة الكبيرة التي يتم بها حفظ القصص الشعرية وإعادة سردها جون ميلتون في تأليف القصيدة الإنجليزية الملحمية الفردوس المفقود في القرن السابع عشر. لقد فقد ميلتون تدريجيًا معظم بصره فأملى كتاب الفردوس المفقود على مساعدين راغبين في كتابته بغرض النشر (وهي عملية تسمى أمانوينسيس الناسخ).
لقد أدى التحول في الثقافة الغربية الحديثة من السرد الشفهي إلى الكلمة المكتوبة والمطبوعة إلى خلق حاجز أمام المكفوفين. غالبًا ما يكون من المستحيل كتابة النثر وتحريره ذاتيًا دون استخدام التكنولوجيا المساعدة. تتيح البرامج التي تم تطويرها للأشخاص الذين يعانون من ضعف البصر والتي تسمى قارئات الشاشة للمستخدمين سماع صوت يقرأ اختيار المستخدم من المواد المطبوعة الرقمية، مثل الكتب الإلكترونية أو مواقع الويب. وتتيح لوحات مفاتيح برايل للمستخدمين الكتابة والتحرير باستخدام الكمبيوتر. وتتوفر أيضًا تكنولوجيا مساعدة لمساعدة المستخدمين الذين يعانون من صعوبات التعلم مثل عسر القراءة والذي يعيق القدرة على معرفة القراءة والكتابة على الاستفادة من القراءة والكتابة بسهولة أكبر باستخدام أجهزة الكمبيوتر.
لقد أصبح الأدب الذي يتضمن الإعاقة كموضوع أكثر شيوعًا في العقود الأخيرة. وفي مجال الكتب غير الخيالية ساهمت المذكرات في رفع مستوى الوعي العام بشأن تجارب الأشخاص ذوي الإعاقة. وتتضمن الروايات الشخصية البارزة الحديثة رواية ماي لفت فوت التي كتبها الرسام والكاتب كريستي براون. نُشر الكتاب لأول مرة عام 1954 وهو يصف نشأته في أيرلندا والتحديات التي واجهها بسبب إصابته بالشلل الدماغي الشديد ومسيرته المهنية المبكرة. تم تحويلها إلى فيلم شعبي في عام 1989 والذي فاز عنه دانيال داي لويس بجائزة الأوسكار لأفضل ممثل. اتخذ الكاتب الأمريكي جيم نيبفيل نهجًا فكاهيًا وغير تقليدي في كتابه سلاك جوو (1999) وهو عبارة عن مذكرات يصف فيها كفاحه في قبول فقدان بصره بسبب التهاب الشبكية الصباغي.
السفينة التي غنت هي مجموعة قصصية من تأليف مؤلفة الخيال العلمي آن ماكافري عن السفينة الذكية هيلفا. في المستقبل البعيد قد يتم وضع الأطفال الصغار ذوي الإعاقات الجسدية الشديدة في حاوية دعم الحياة وتدريبهم بشكل خاص على المهام التي لا يستطيع الإنسان "العادي" القيام بها. ماكافري التي وصفت قصة السفينة التي غنت وهي أحد أعمالها المبكرة، بأنها أفضل قصة كتبتها على الإطلاق سألت نفسها ذات يوم: "ماذا لو أتيحت للأشخاص ذوي الإعاقة الشديدة فرصة أن يصبحوا سفنًا فضائية؟"
تتناول الرواية التاريخية "الحريات الأربع" المساهمات التي غالبًا ما يتم التغاضي عنها والتي قدمها الأشخاص ذوو الإعاقة لصناعة الحرب أثناء الحرب العالمية الثانية.

## إتاحة الوصول إلى المرافق والبرامج الفنية والثقافية
تعد إمكانية الوصول أحد مكونات خدمة الجمهور التي قد تتجاهلها المنظمات الفنية. ويوفر التصميم الشامل وسيلة لضم أعضاء الجمهور أو المشاركين ذوي الإعاقة. كما تشمل بعض عوامل إمكانية الوصول التي يمكن أن تأخذها المرافق الثقافية والمنظمات الفنية في الاعتبار ما يلي:
- مقاعد يمكن الوصول إليها ومتكاملة في منطقة الجمهور؛
- مناطق الإنتاج التي يمكن الوصول إليها بسهولة مثل المسرح وخلف الكواليس ومنطقة حفرة الأوركسترا؛
- أجهزة الوصف الصوتي وترجمات الأفلام وحتى ترجمة لغة الإشارة؛
- لافتات تشير إلى المداخل والمصاعد التي يمكن الوصول إليها؛
- ارتفاع وتصميم مناسبين للعروض والخدمات الغذائية وشباك التذاكر؛
- يمكن أن تتضمن ملصقات المعرض والمواد المطبوعة طريقة برايل.
- زيارة أطباء البصريات المدربين لضعف البصر والمتخصصين في التقنيات البصرية المتقدمة التي يمكن أن تحسن الرؤية المتبقية لشخص يعاني من أمراض العيون المتقدمة، ويتم تدريب أطباء ضعف البصر على توفير العديد من التقنيات لمساعدة ضعاف البصر ومجموعة متنوعة من التقنيات البصرية والجراحية والتكيفية لمساعدة المرء على الاستمرار في أداء مجال الفن.

التكنولوجيا التكيفية أو التي يمكن الوصول إليها هي طريقة مبتكرة لجعل البرامج الفنية والثقافية التقليدية متاحة لجمهور أكبر يشمل الأشخاص ذوي الإعاقة. على سبيل المثال من الممكن إضافة الصوت إلى البرامج من خلال الترجمة المباشرة أو المسجلة مسبقًا. وتعد الترجمة التوضيحية والوصف الصوتي لبرامج البث وأقراص الدي في دي وغيرها من وسائل الترفيه المنزلية والمشاريع عبر الإنترنت بعض الطرق التي يمكن من خلالها للمواقع والمجموعات الفنية إزالة الحواجز التي يواجهها الأشخاص ذوو الإعاقة.

## منظمات إتاحة الوصول للفنون

### كندا
في كندا أقدم وأكبر منظمة للفنون الخاصة بالإعاقة هي المركز الوطني للفنون المتاحة (أن إيه إيه سي)، والذي كان يُطلق عليه في الأصل اسم جمعية الفنون غير المحددة عندما تأسس في عام 1975. وتتمثل مهمة NaAC في توفير "التدريب الفني والإبداع والعرض وفرص التقديم للفنانين ذوي الإعاقة" ومشاركة "قوة إبداعهم من خلال الشراكات المحلية والعالمية والدعوة التي تفتح الأبواب لإدراجهم في نظامنا البيئي للفنون والثقافة".
تأسست منظمة تحالف الصم وذوي الإعاقة والفنون الحرة في كندا في عام 2012 وهي توفر أيضًا الدعم والتضامن للفنانين ذوي الإعاقة. مبادرة وطنية لشركة ستيج لفت بردكشنز تتمثل رؤية دي دي أم أم إيه سي في رعاية "قنوات شعبية من القرابة الثقافية والاستقلال الفني والعدالة للإعاقة في مجال الفنون للصم/ذوي الإعاقة/المجانين في كندا" وتعزيز "المصالح الجماعية للفنانين الذين تعزز تجربتهم المعيشية للإعاقة عدم المعيارية الفنية والجمالية. أجرى دي دي أم أم إيه سي أول مسح وطني لمجال الفنون للأشخاص ذوي الإعاقة في كندا في عام 2016، والذي وجد أن القطاع متعدد التخصصات في المقام الأول وأن أكبر تركيزات للفنانين تعمل في المسرح والرقص والفنون البصرية والوسائط الجديدة.

### المملكة المتحدة
- شيب آرتس هي مؤسسة خيرية مقرها لندن تعمل على تطوير الفرص للفنانين ذوي الإعاقة.
- كيرسال هي منظمة فنية تقودها ذوي الإعاقات التعلمية ومقرها برايتون، تعمل في مجال الموسيقى والإذاعة والأداء والوسائط الرقمية والأفلام.

### الولايات المتحدة
هناك العديد من المبادرات الحكومية التي تدعم مشاركة الأشخاص ذوي الإعاقة في البرامج الفنية والثقافية. وتشتمل معظم حكومات الولايات الأمريكية على منسق إمكانية الوصول مع وكالة الفنون التابعة للولاية أو المنظمة الفنية الإقليمية. وهناك مجموعة متنوعة من المنظمات غير الحكومية والمجموعات غير الربحية التي تدعم المبادرات المتعلقة بالفنون والثقافة الشاملة.
- مكتب إمكانية الوصول في الصندوق الوطني للفنون[99]
- مجموعة الوصول الإعلامي في دبليو جي بي أتش "دبليو جي بي أتش" هي هيئة البث التلفزيوني العام لمنطقة بوسطن. ويحتوي المركز على ثلاثة أقسام: مركز الترجمة التوضيحية وخدمات الفيديو الوصفي (دي في أس) والمركز الوطني لعائلة كارل وروث شابيرو للوسائط المتاحة (أن سي إيه أم). كانت قناة دبليو جي بي أتش رائدة في توفير التلفزيون والفيديو في الولايات المتحدة.
- يوفر المركز الدولي للصمم والفنون التعليم والتدريب والمشاريع الفنية في مجالات مثل المسرح ومهرجانات الفنون والمتاحف والرقص والتعليم عن بعد وبرامج الأطفال.
- متروبوليتان واشنطن إير هي منظمة غير ربحية تأسست في عام 1974 لتطوير المشاريع التي تساعد الأشخاص ذوي الإعاقات البصرية. لقد قاموا بتنفيذ برنامج مع أرينا ستيج في واشنطن العاصمة لتطوير الوصف الصوتي وهي تقنية تستخدم رواة مدربين لتقديم أوصاف لأحداث المسرح أو الفيلم بين أسطر الحوار.
- يقدم برنامج تيبنغ فور ذا بلايند برامج إذاعية مجانية على مدار 24 ساعة بالإضافة إلى تسجيل مخصص ووصف صوتي.
- المعهد الوطني للترجمة هو أكبر مزود لخدمات الترجمة في الولايات المتحدة ويعمل مع هيئات البث الخاصة وكذلك الكليات والشركات والوكالات الحكومية. إنها مؤسسة غير ربحية.

### فنلندا
- ثقافة للجميع هي جمعية تعمل على تعزيز إمكانية الوصول والإدماج والمساواة في مجال الفن والثقافة في فنلندا.[100]